# Aegicetus gehennae
Aegicetus gehennae és una espècie extinta de cetaci de la família dels protocètids que visqué a l'oceà de Tetis tot al principi de l'Eocè superior, fa aproximadament 38 milions d'anys. Se n'han trobat restes fòssils al jaciment del Faium, al nord d'Egipte. Es tracta de l'única espècie del gènere Aegicetus. És l'únic membre conegut de la seva família que té el crani relativament estret i dotat d'apòsifis exoccipitals que apunten cap avall a la superfície posterior del neurocrani. Era força més petit que el seu parent proper Pappocetus lugardi. El nom genèric Aegicetus significa ‘balena d'escut’ i es refereix a la forma del seu estern, mentre que el nom específic gehennae significa ‘de Gehennam’, en referència a la formació on fou descobert.